# Stoletheshow
Stoletheshow, född 1 april 2015 i Tjelta i Norge, är en norsk varmblodig travhäst. Han tränas av Frode Hamre och körs antingen av Frode Hamre själv eller av Björn Goop.Tidigare tränades han av Marcus Lindgren (2017–2021) och kördes då av Rikard N Skoglund (2017–2021).
Stoletheshow började tävla 2017. Han har till september 2022 sprungit in 8,5 miljoner kronor på 66 starter varav 21 segrar, 17 andraplatser och 8 tredjeplatser. Han har tagit karriärens hittills största segrar i Oslo Grand Prix (2022) och Finlandialoppet (2023, 2024).
Bland hans andra stora segrar räknas Norskt Trav-Kriterium (2018), Ulf Thoresens Minneslopp (2022), Norskt Mästerskap (2022, 2023) och H.K.H. Prins Daniels Lopp (2024). Han har även kommit på andraplats i Jubileumspokalen (2020), Bergsåker Winter Trot (2022), Finlandialoppet (2022), Hugo Åbergs Memorial (2022), Sundsvall Open Trot (2022) samt på tredjeplats i Norrbottens Stora Pris (2020) och Copenhagen Cup (2022).

## Statistik
| Statistik för Stoletheshow (Ref.) | Statistik för Stoletheshow (Ref.) | Statistik för Stoletheshow (Ref.) | Statistik för Stoletheshow (Ref.) | Statistik för Stoletheshow (Ref.) | Statistik för Stoletheshow (Ref.) |
| --------------------------------- | --------------------------------- | --------------------------------- | --------------------------------- | --------------------------------- | --------------------------------- |
| Starter                           | Placeringar                       | Startprissumma                    | Segerprocent                      | Platsprocent                      | Rekord                            |
| 66                                | 21-17-8                           | 8 505 537 kronor                  | 32 %                              | 70 %                              | 1.10,0ak,                         |

### Större segrar
| År   | Lopp                     | Kusk             | Vinstbelopp    | Grupp   |
| ---- | ------------------------ | ---------------- | -------------- | ------- |
| 2018 | Norskt Trav-Kriterium    | Erlend Rennesvik | 750 000 kronor | Grupp 1 |
| 2022 | Oslo Grand Prix          | Frode Hamre      | 1 200 000 SEK  | Grupp 1 |
| 2022 | Ulf Thoresens Minneslopp | Frode Hamre      | 700 000 SEK    | Grupp 1 |
| 2022 | Norskt Mästerskap        | Frode Hamre      | 250 000 SEK    | Grupp 2 |